# Teke-Fuumu
Teke-Fuumu (auch Kiteke, Süd-Zentral-Teke, Teke du Pool) ist eine Bantusprache und wird von circa 8.150 Menschen in der Republik Kongo gesprochen. 
Sie ist in der Region Pool verbreitet. 

## Klassifikation
Teke-Fuumu bildet mit den Sprachen Ngungwel, Tchitchege, Teke, Teke-Eboo, Teke-Kukuya, Teke-Laali, Teke-Nzikou, Teke-Tege, Teke-Tsaayi, Teke-Tyee und Yaka die Teke-Gruppe. Nach der Einteilung von Malcolm Guthrie gehört Teke-Fuumu zur Guthrie-Zone B70. 
Teke-Fuumu hat die Dialekte Fuumu (auch Ifuumu und Mfumu) und Wuumu (auch Iwuumu und Wumbu). Fuumu wird nördlich von Brazzaville gesprochen, Wuumu nördlich und nordöstlich des Flusses Léfini.